# NDJ3型柴油动车组
NDJ3“长城号”，曾用名称为“和谐长城号”，是中国铁路的准高速柴油动车组车款之一，也是中国铁路目前唯一一款仍在运营的纯内燃动力动车组，为动力集中式编组。
此款車型有輸出尼日利亞的型號NDJ3N。

## 車輛簡介
铁道部为满足2008年北京奥运带来游客增加而需要开行的北京至八达岭之间旅游列车的要求，订造了四组NDJ3型内燃动车组，编号NDJ3 0001-0004。全部配属北京铁路局北京机务段南口车间，行走北京市郊铁路S2线的近郊旅游线路，来往北京北站、八达岭站与延庆站（后增加一对来往北京北站与沙城站）之间。
NDJ3型柴油動車組是以新曙光號内燃動車組为基础进行研制，机车和客车车厢分别由戚墅堰機車車輛廠與南京浦鎮車輛廠負責制造，动车组採用旅遊客車設計。列车動力配置為2动7拖，頭尾每端各配有一台柴油機車，以推拉式运行，最大运行速度为160km/h。机车为电力传动内燃机车，使用12气缸柴油机，每台机车的轴式为A1A-A1A。并在主发电机上配一个辅助发电机，以供电给车厢使用。客车车厢以25T型客车为蓝本，而浦镇车辆厂吸收消化和谐号动车组技术，车辆内部装饰参考了CRH1和CRH2型动车组的设计，外部涂装也與CRH系列和谐号动车组相似。客车采用加宽车门、特大观光车窗、可旋转座椅、残疾人卫生间、婴儿护理台等多项更为人性化的设计，而且所有座椅均可以回转。
这款动车组在2008年8月6日开始在北京市郊铁路S2线上投入运营。此前曾据闻被命名为“和谐号”，但并不属于CRH系列，7月22日命名为“和谐长城号”。2009年春运期间，其中一列“和谐长城号”曾短暂服务于石家庄—北京西—天津—秦皇岛的T596/597、T598/595次临时城际特快列车。2009年7月30日，其中一列曾经从北京铁路局转配到沈阳铁路局担任沈阳—抚顺城际列车任务，后转配回北京铁路局。
2011年春运期间，因北京西站往返大涧站的6437/6438次列车的客车车底被借出执行临客任务，北京机务段南口运用车间调出一列NDJ3型动车组执行6437/6438次列车的客运业务，由北京西运用车间暂时支配运用，北京车务段乘务车间承担乘务任务。春运结束后的2011年2月28日，这列动车组回归南口运用车间。
2011年7月，经北京市与铁路局协商S2线大幅降价，为应对大客流，对车内设施进行了改造，包括锁死车内座椅使其不可旋转、移除小桌板等。
2017年底，北京市订购的3组列车下线用于市郊铁路怀柔密云线。新制造的列车全部车厢为二等软座车，编号为NDJ3 0005-0007，车内设施也有了一定调整，靠过道的座椅上增加了扶手，撤销了餐车，增加了部分长桌。
2019年10月，各组车底车身上的“和谐长城号”的标识陆续被遮盖或更换为“长城号”。
依国家铁路局2024年印发的《老旧型铁路内燃机车淘汰更新监督管理办法》，NDJ3在淘汰车型目录之列，须于2027年底前退出京津冀地区运营。

## 出口尼日利亞
2019年1月，中國土木工程集團向中車戚墅堰機車訂購2列以NDJ3型為基礎的柴油动车组，供中國援建的尼日利亚標準軌阿卡铁路和拉伊铁路使用，稱為NDJ3N（N是Nigeria的縮寫）。

## 圖集

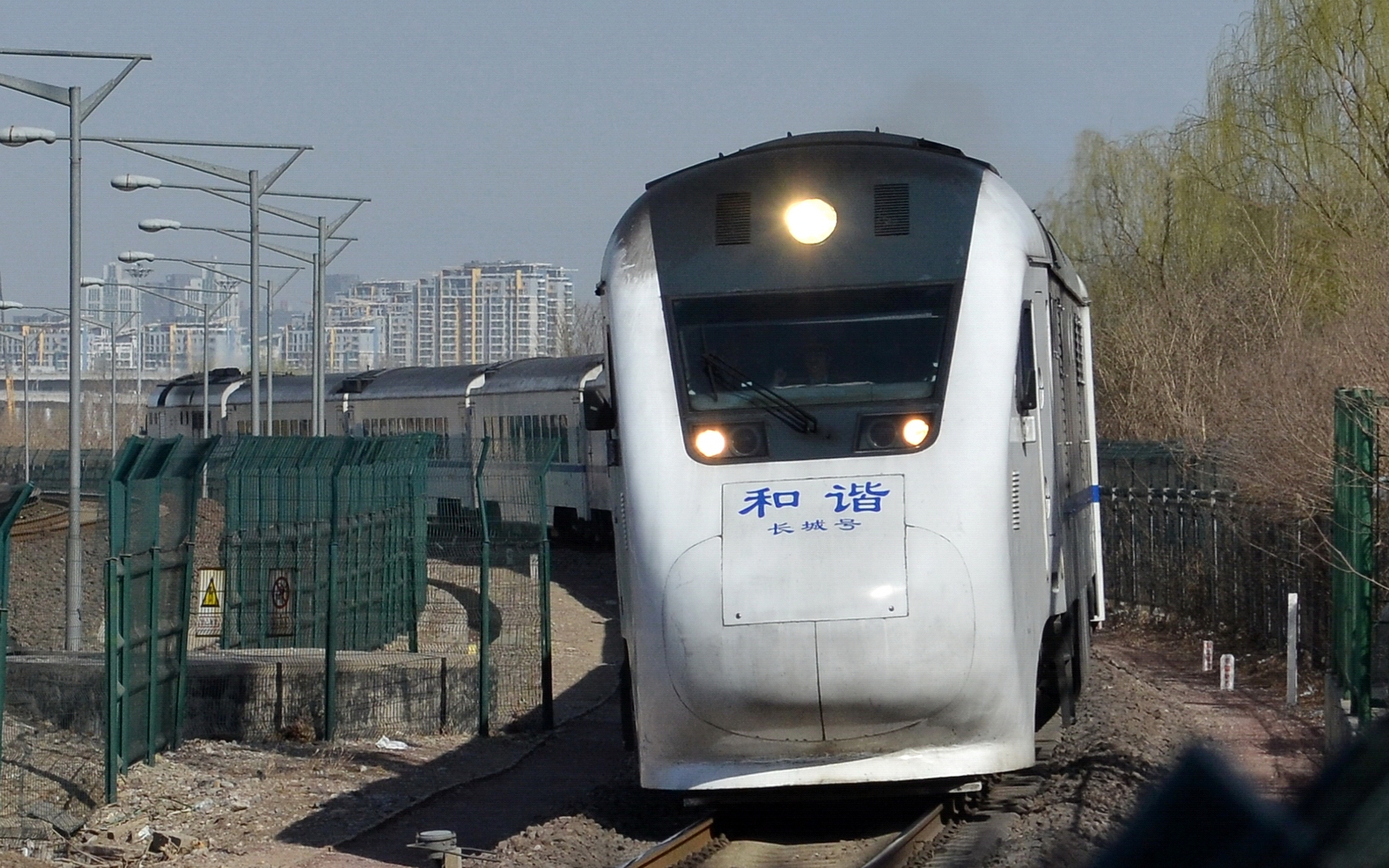
运用于北京市郊铁路S2线的NDJ3型动车组列车
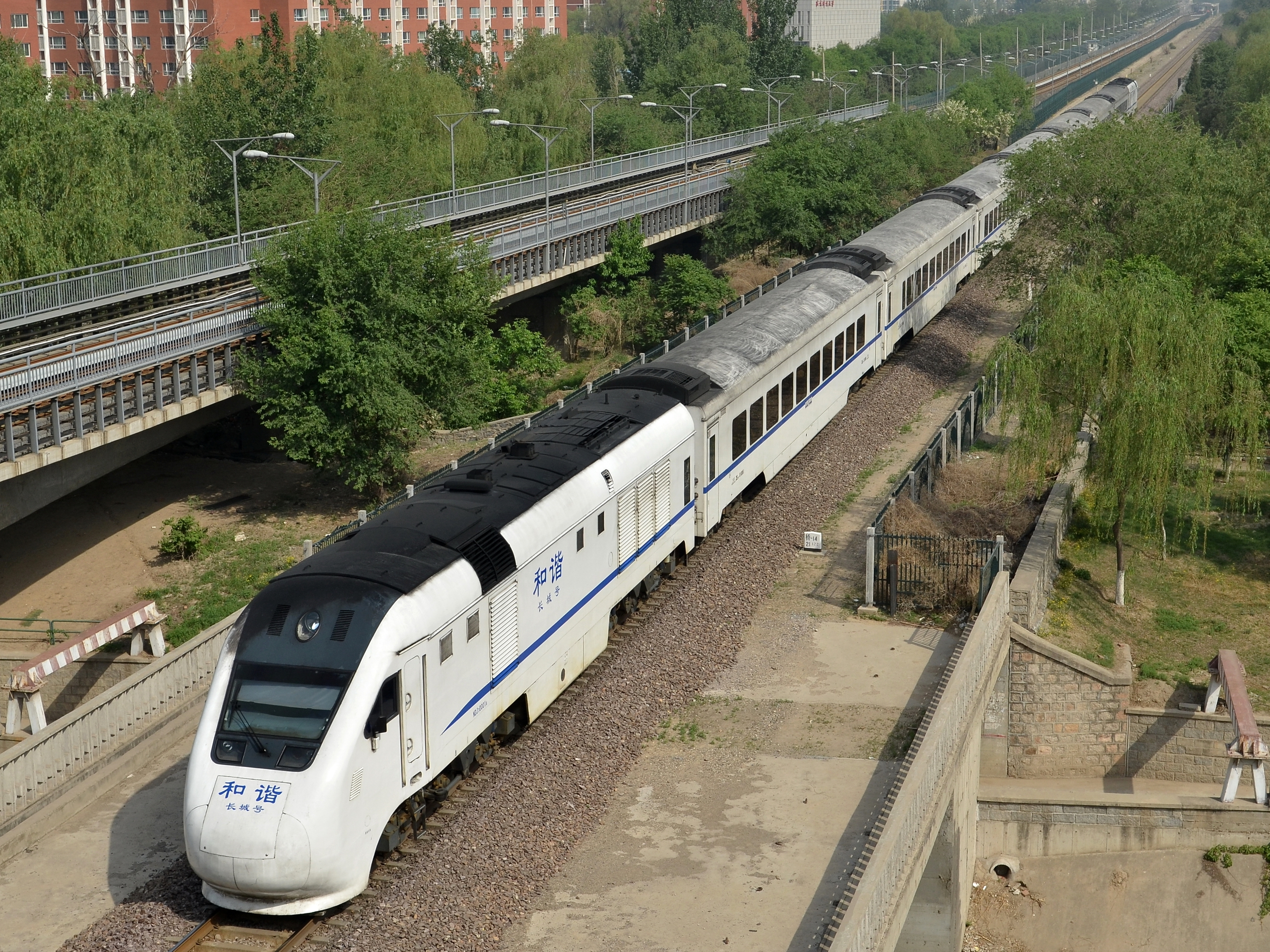
NDJ3型0001号“和谐长城号”列车
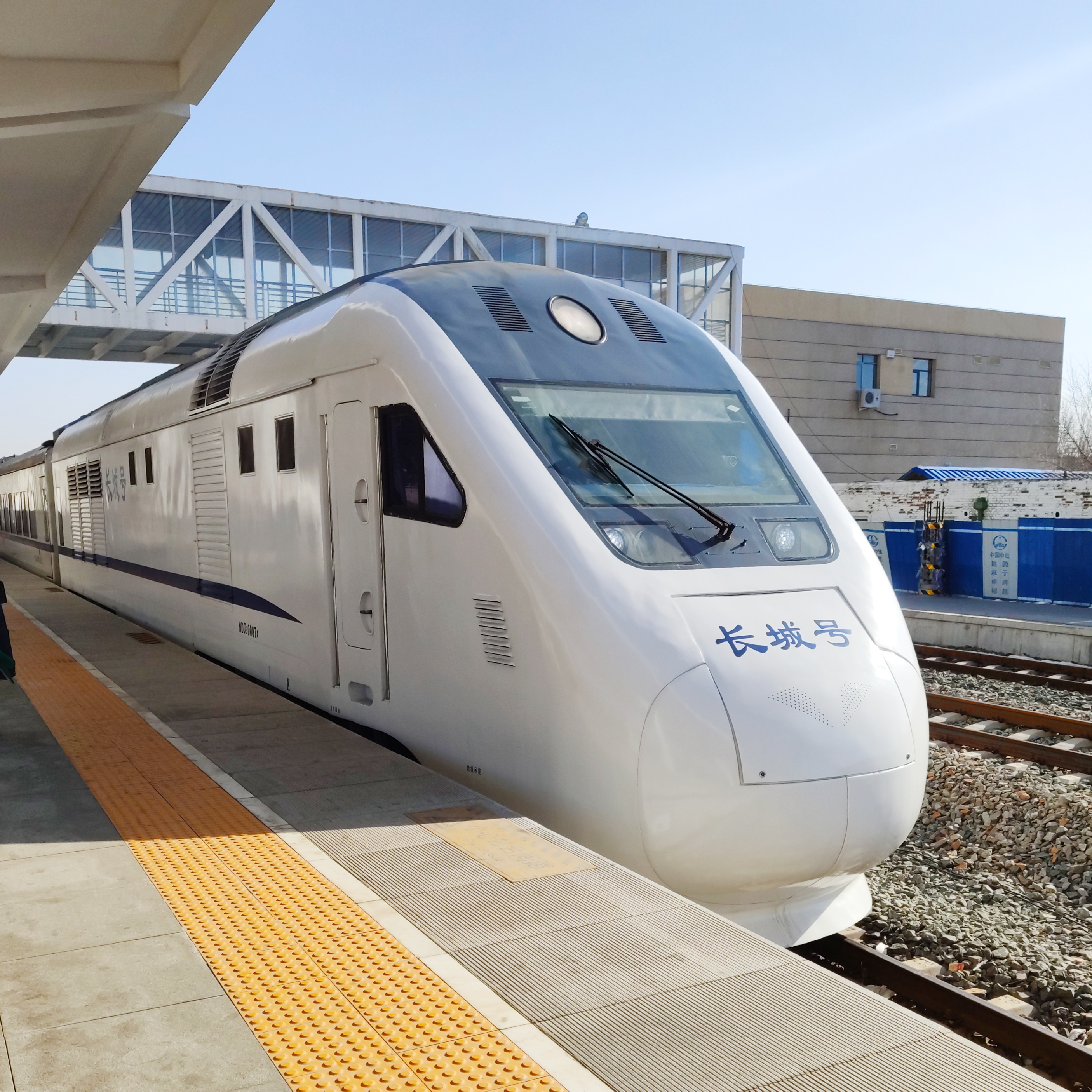
NDJ3型0007号“长城号”列车（更名后）
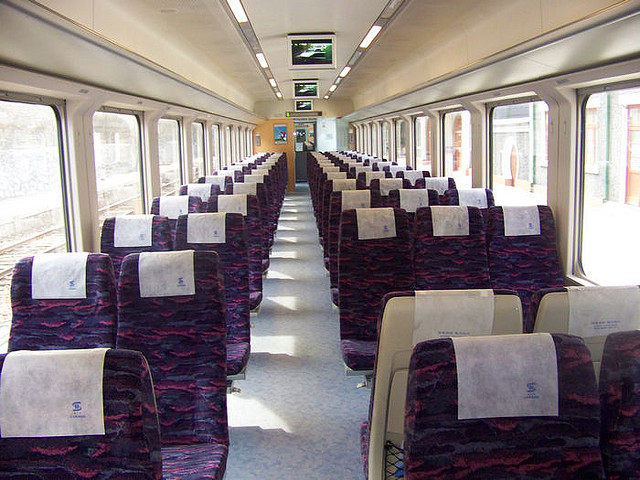
二等车厢内部
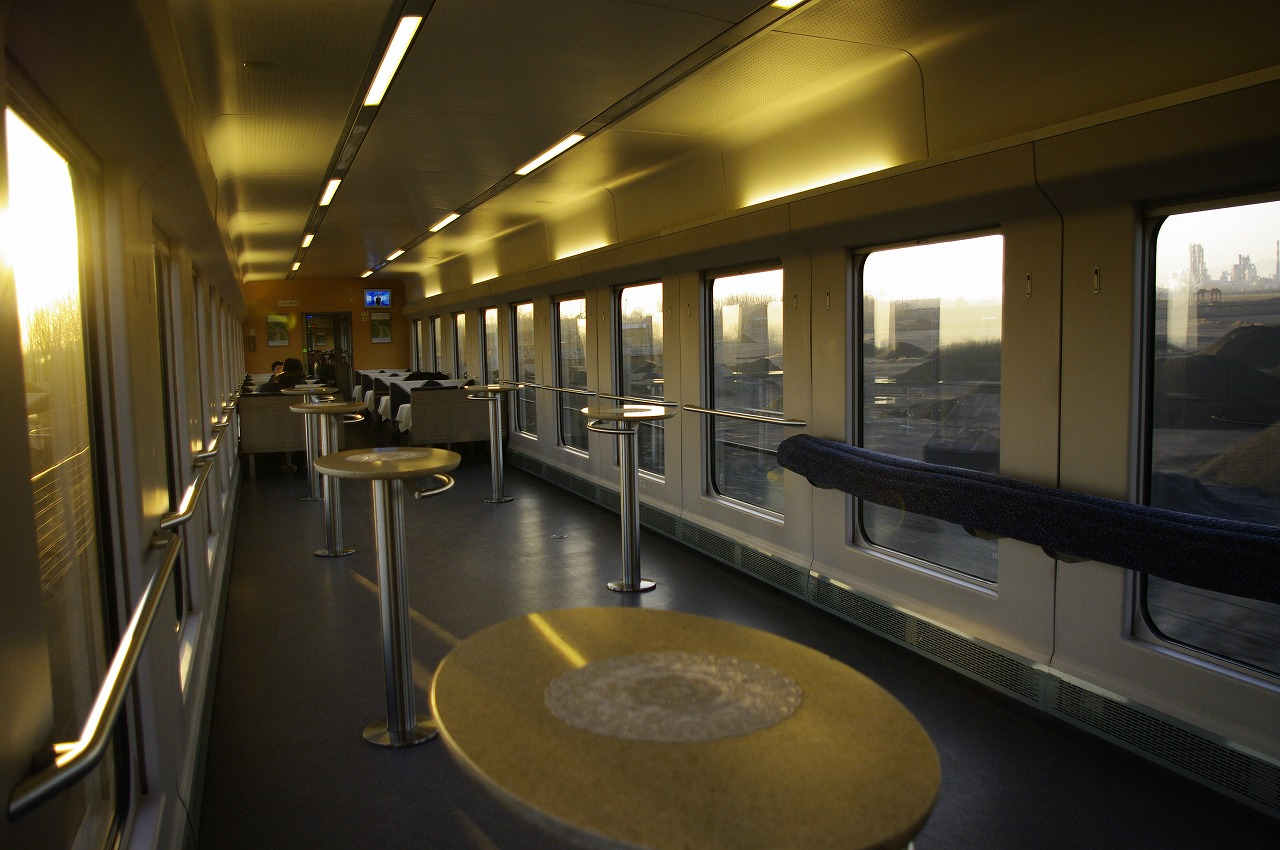
餐吧车厢内部
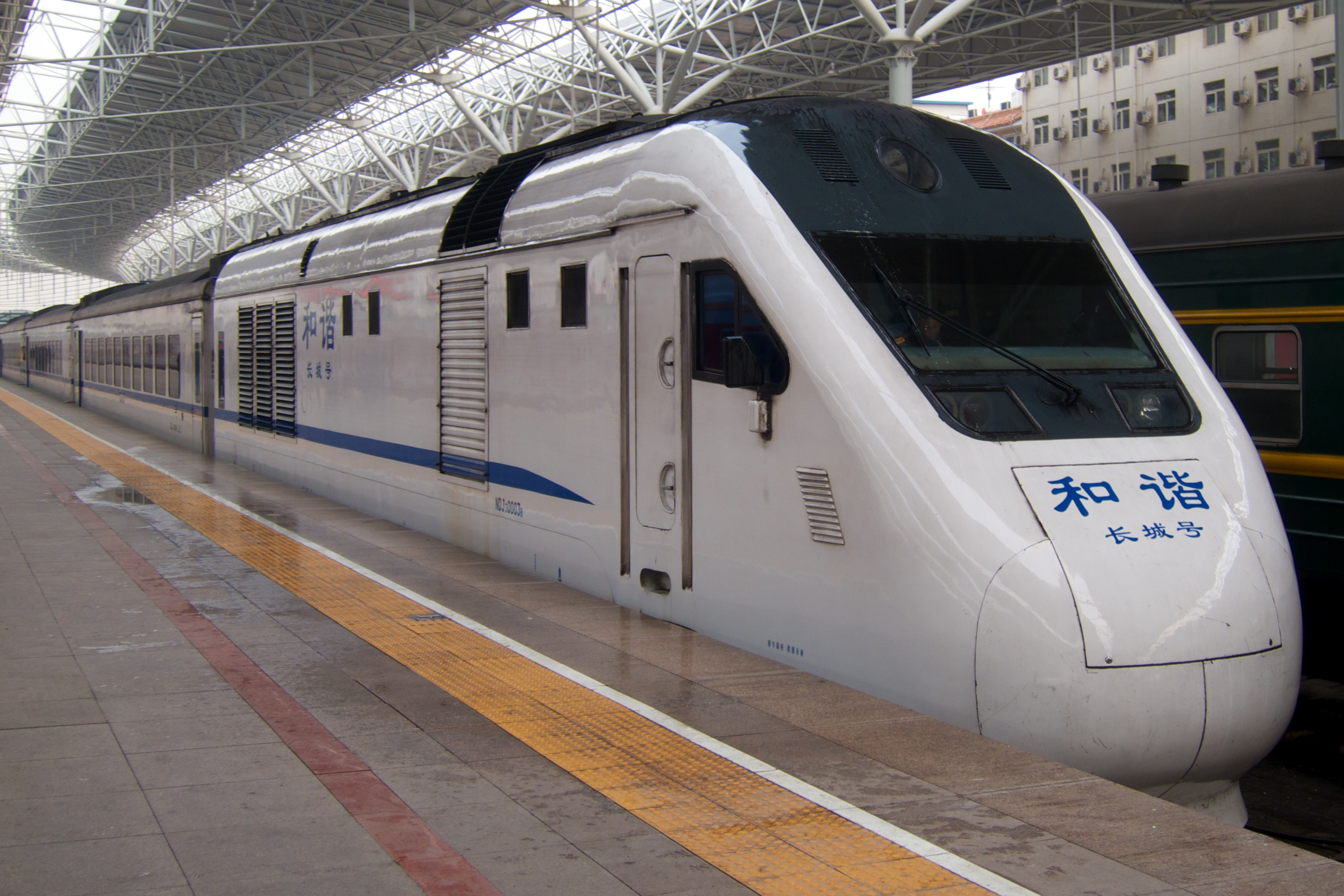
NDJ3型动车组停靠北京北站
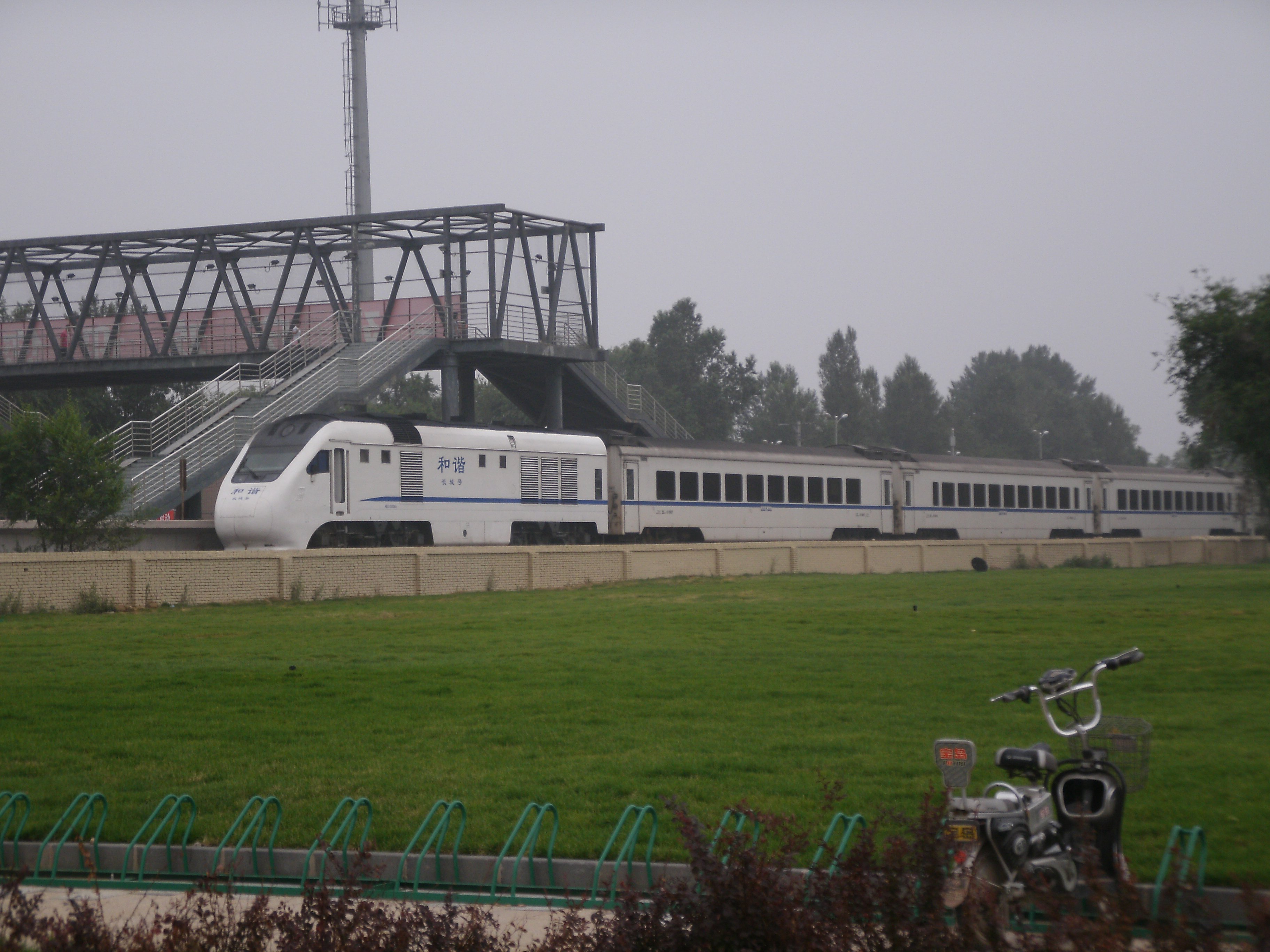
NDJ3型动车组停靠延庆站
- NDJ3型动车组通过京包铁路五道口

## 列车编组
现时每组NDJ3均为九节列车，当中包括首尾两节动力车（不载客）和中部七辆载客拖车，总定员406人。编组方式如下：
| 车辆编号 | NDJ3 0001/2/3/4A/B | 1-3                     | 4                        | 5-7                     | NDJ3 0001/2/3/4B/A |
| 车型     | （动力车）         | RZ1 25DT 一等座车       | CA 25DT 餐车（酒吧形式） | RZ2 25DT 二等座车       | （动力车）         |
| 座位形式 | /                  | 2+2                     | 2+2                      | 3+2                     | /                  |
| 定员     | /                  | 64（1、3车），60（2车） | 32（不计入总定员）       | 74（5、7车），70（6车） | /                  |

| 车辆编号 | NDJ3 0005/6/7A/B | 1-3               | 4                             | 5-7               | NDJ3 0005/6/7B/A |
| 车型     | （动力车）       | RZ2 25DT 二等座车 | RZ2 25DT 二等座车（含残疾席） | RZ2 25DT 二等座车 | （动力车）       |
| 座位形式 | /                | 3+2               | 3+2                           | 3+2               | /                |
| 定员     | /                | 114               | 114                           | 114               | /                |

## 外部連結
- 西直门和谐内的体验之旅（海子鐵路網）（页面存档备份，存于）
- 刘志军检查即将投入运营的北京至延庆市郊铁路（页面存档备份，存于）
- . www.china-emu.cn. 慧伊创新科技（北京）有限公司.